# 马连洼站
马连洼站是一个位于中国北京市海淀区马连洼街道永丰路、圆明园西路、马连洼北路交叉口，属于北京地铁16号线的地铁车站。该站于2016年12月31日与16号线西苑以北区段（除暂缓开通的农大南路站外）一同开通。此外，13-18北段贯通线也计划引入该站。

## 车站結構

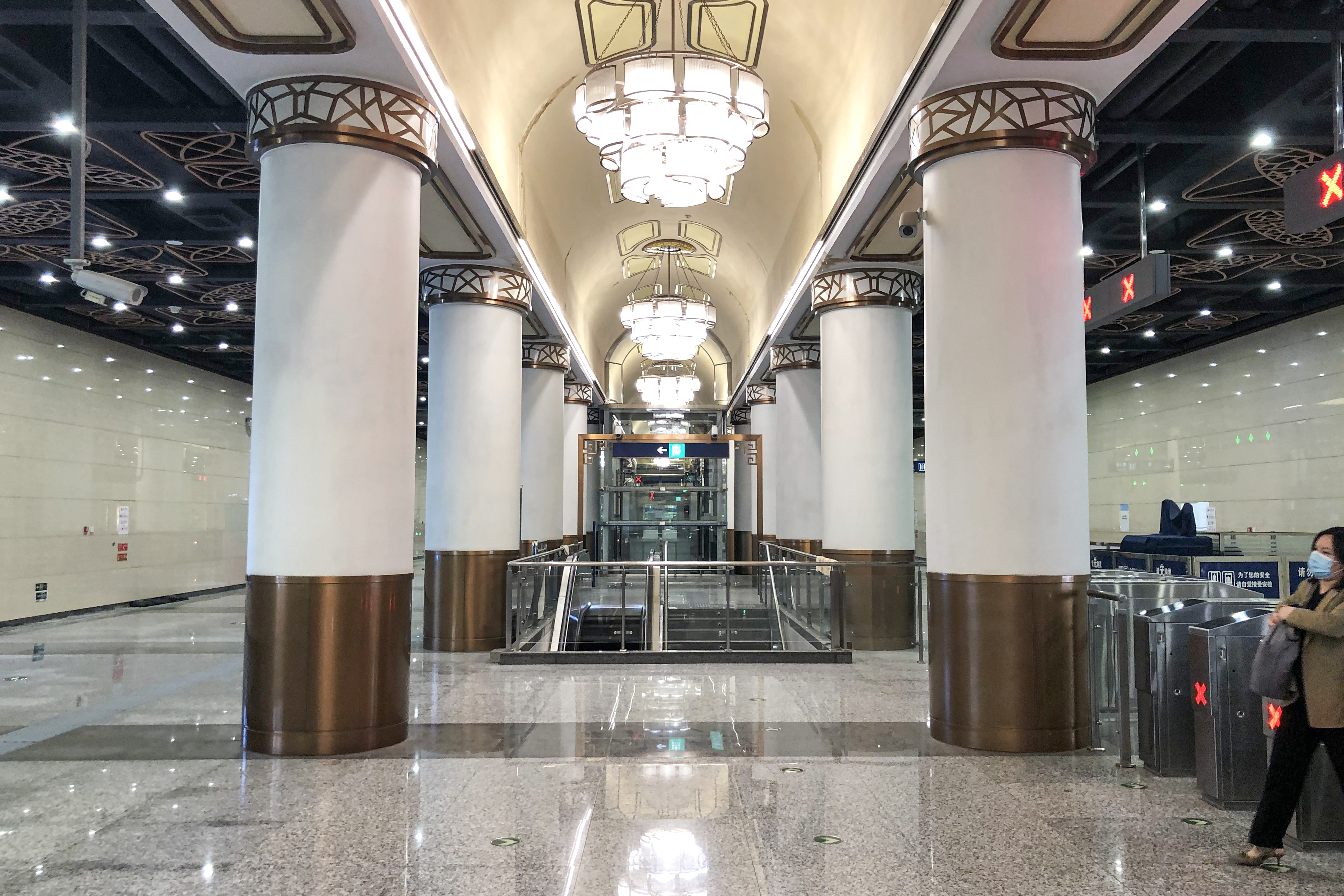
16号线站厅

### 车站楼层
16号线马连洼站为地下两层三跨连拱直墙结构，总长282.1米，宽21.6米，埋深24.389米，属于地下双层岛式车站。
13-18北段贯通线马连洼站为三层三跨岛式车站，全长约170米，将设3个出入口、2组风道、4个安全出入口及一条双向换乘通道。
| 地面层          | 出入口                       | A-C出入口                        |
| 地下一层 站厅层 | 站厅                         | 票务服务、自动售票机、进出站闸机 |
| 地下二层 站台层 |                              | █ 16号线往北安河（西北旺）       |
| 地下二层 站台层 | 岛式站台，左側開门           |                                  |
| 地下二层 站台层 | █ 16号线往宛平城（农大南路） |                                  |

## 出入口
16号线车站有2个出入口，A（西北）口位于永丰路与马连洼北路交叉口的西北角，C（东南）口位于马连洼北路与圆明园西路交叉口的东南角。西北口设有垂直电梯。
13-18北段贯通线车站计划设3个出入口。
|                       |                                    |                                  |      |                |
|                       |                                    |                                  |      |                |
| 編號                  | 指示                               | 建議前往目的地                   | 图片 | 无障碍设施图片 |
| 出口 · A · 升降机标志 | 永丰路（西侧）、马连洼北路（北侧） |                                  |      |                |
| 出口 · C              | 马连洼北路（南侧）                 | 东北旺中心小学、马连洼街道办事处 |      | 不適用         |
| 註： 設有             |                                    |                                  |      |                |

## 历史

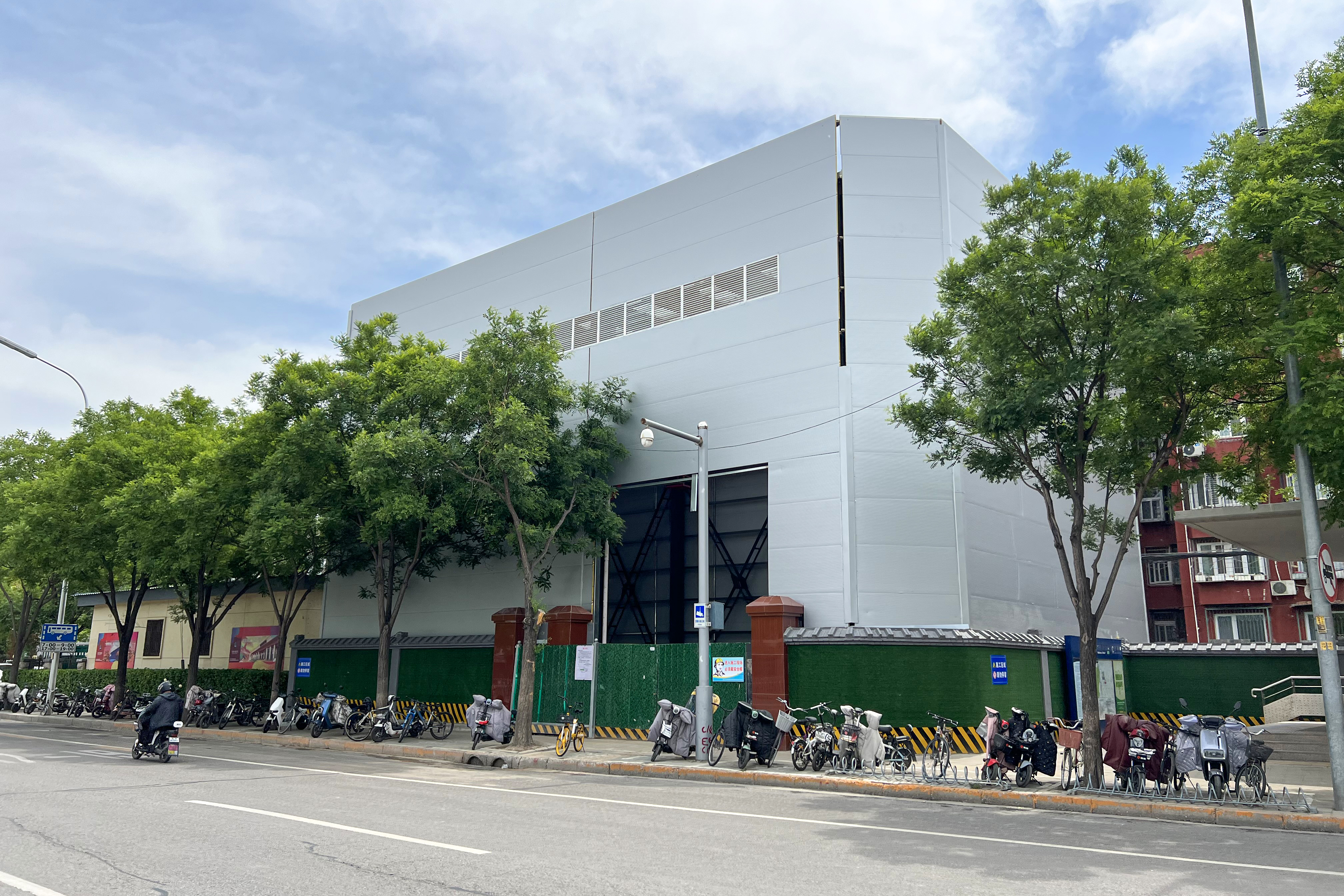
13B线车站施工现场（2022年5月摄）

本站在2011年发布的山后线最初规划中称马连洼北路站。2013年，山后线改称16号线二期，本站在环评报告书简本中被称为马连洼站。马连洼站于2014年3月5日开始施工，主体于2016年1月完工。2016年9月，在北京市规划国土委公布的16号线首开段各站名称中，本站的待命名预案仍为马连洼站。
2019年12月获批复的《北京市轨道交通第二期建设规划调整方案》显示，本站为13号线拆分工程中13B线的西端起点。2021年4月28日，北京市住建委公示的13号线扩能提升工程施工中标候选人公示显示，本站为13号线扩能提升工程土建施工14合同段的一部分。2021年11月，13号线车站进场施工。
2022年5月18日，因发生本土聚集性疫情，马连洼站暂时封闭，列车通过不停车。
2022年6月6日，因附近隔离管控措施解除，马连洼站恢复运营。
2023年5月31日起，因13B线马连洼站施工，马连洼西站东行公交站台临时东移100米。